# Joseph LaShelle
Joseph LaShelle (ur. 9 lipca 1900 w Los Angeles, zm. 20 sierpnia 1989 w La Jolla) – amerykański operator filmowy.

## Życiorys
Karierę w branży filmowej zaczął w 1920 r. jako asystent w laboratorium wytwórni Paramount. Od połowy lat 20. pracował na planie filmowym jako asystent operatora. Przez 14 lat współpracował z operatorem Arthurem C. Millerem, u którego uczył się zawodu. Od 1943 r. pracował już jako samodzielny główny operator. Zasłynął zwłaszcza ze zdjęć do klasyki kina noir lat 40. oraz ze współpracy z reżyserami Otto Premingerem i Billym Wilderem.

## Nagrody
Zdobył Oscara za najlepsze zdjęcia do filmu Laura (1944) w reżyserii Premingera. Łącznie był dziewięciokrotnie nominowany do tej nagrody, m.in. za zdjęcia do filmów Przyjdź do stajni (1949) i Moja kuzynka Rachela (1952) Henry’ego Kostera, Marty (1955) Delberta Manna oraz Garsoniera (1960), Słodka Irma (1963) i Szczęście Harry’ego (1966) Billy’ego Wildera.

## Filmografia
Jako operator filmowy, w trakcie 40-letniej aktywności zawodowej, uczestniczył w realizacji 76 filmów krótko- i pełnometrażowych oraz seriali telewizyjnych.

### Krótkometrażowe
- 1954:
  - Tournament of Roses (kronika filmowa: czas – 17')
  - The Motion Picture Stunt Pilot (dokumentalny: 10')
  - The First Piano Quartette (10')
  - Jet Carrier (dokumentalny: 17')
  - Piano Encores (muzyczny: 10')

### Seriale TV
- 1955: My Friend Flicka (western: 1 odcinek)
- 1957: Alfred Hitchcock przedstawia (kryminalny: 2 odcinki)
- 1959: Strefa mroku (fantasy/SF: 1 odcinek)
- 1969: Medical Center (medyczny: 1 odcinek)

### Fabularne
- 1943: Happy Land (melodramat: czas – 73')
- 1944:
  - Bermuda Mystery (sensacyjny: 65')
  - The Eve of St. Mark (dramat wojenny: 96')
  - Take It or Leave It (komedia: 70')
  - Laura (film noir: 88')
- 1945:
  - Hangover Square (kryminalny: 77')
  - A Bell for Adano (dramat wojenny: 103')
  - Upadły anioł (film noir: 98')
  - Doll Face (komedia: 80')
- 1946:
  - Claudia and David (komedia: 78')
  - Cluny Brown (komediodramat: 100')
  - If I'm Lucky (komedia: 78')
- 1947:
  - Spóźniony George Apley (komedia: 93')
  - The Foxes of Harrow (melodramat: 117')
  - Szpada Kastylii (przygodowy: 140')
- 1948:
  - Deep Waters (obyczajowy: 85')
  - The Luck of the Irish (fantasy: 99')
  - Road House (film noir: 95')
- 1949:
  - Wachlarz lady Windermere (komedia: 89')
  - Przyjdź do stajni (komediodramat: 94')
  - Everybody Does It (komedia: 98')
- 1950:
  - Mother Didn't Tell Me (komedia: 88')
  - Under My Skin (dreszczowiec: 86')
  - Na krawędzi prawa (film noir: 95')
  - Mister 880 (komediodramat: 90')
  - Wielka wygrana (komedia: 85')
- 1951:
  - Trzynasty list (film noir: 85')
  - Mr. Belvedere Rings the Bell (komedia: 87')
  - The Guy Who Came Back (dramat: 91')
  - Elopement (komedia: 82')
- 1952:
  - The Outcasts of Poker Flat (westwern: 81')
  - Nędznicy (przygodowy: 105')
  - Something for the Birds (komedia: 81')
  - Moja kuzynka Rachela (dreszczowiec: 98')
- 1953:
  - Dangerous Crossing (film noir: 75')
  - Mister Scoutmaster (komedia: 87')
- 1954: Rzeka bez powrotu (western: 91')
- 1955:
  - Marty (melodramat: 90')
  - Storm Fear (film noir: 88')
- 1956:
  - Zdobywca (przygodowy: 111')
  - Our Miss Brooks (komedia: 85')
  - Run for the Sun (dreszczowiec: 99')
  - Crime of Passion (film noir: 86')
- 1957:
  - Wieczór kawalerski (dramat: 92')
  - Fury at Showdown (western: 75')
  - The Fuzzy Pink Nightgown (komedia: 87')
  - Byłem nastoletnim wilkołakiem (horror: 76')
  - The Abductors (film noir: 80')
  - Wszystko na kredyt (obyczajowy: 105')
- 1958:
  - Długie, gorące lato (obyczajowy: 115')
  - Nadzy i martwi (wojenny: 131')
- 1959: Kariera (obyczajowy: 105')
- 1960: Garsoniera (komedia: 125')
- 1961:
  - Dziewczyna w hotelu (komedia: 94')
  - Miłosna ruletka (komedia romantyczna: 87')
  - The Outsider (biograficzny: 108')
- 1962: Jak zdobyto Dziki Zachód? (western: 164')
- 1963:
  - Dziecko czeka (obyczajowy: 102')
  - Słodka Irma (komedia romantyczna: 147')
- 1964::
  - Dzikie i wspaniałe (komedia: 88')
  - Pocałuj mnie, głuptasie (komedia romantyczna: 125')
- 1966:
  - Siedem kobiet (obyczajowy: 87')
  - Obława (dreszczowiec: 134')
  - Szczęście Harry’ego (komedia: 125')
- 1967: Boso w parku (komedia romantyczna: 106')
- 1968: Kona Coast (kryminał: 93')
- 1969: 80 Steps to Jonah (obyczajowy: 107')